# Energy and Water Utilities Regulatory Authority
Die Energy and Water Utilities Regulatory Authority (EWURA), deutsch etwa: „Energie- und Wasserversorgungs-Regulierungsbehörde“, ist eine staatliche Instanz in Tansania. 
Die EWURA entstand und arbeitet auf Basis des Energy and Water Utilities Regulatory Authority Act, 2001 (rechtsbereinigte Fassung vom 31. Juli 2006), was in section 4 (Establishment of the Authority) dieses Gesetzes geregelt ist.
Der Behördenvorsitz (Chairman) wird seit dem 24. August 2015 durch Jamidu Katima, einem Professor für Chemieingenieurwesen an der University of Dar es Salaam ausgeübt. Als Generaldirektor leitet Godfrey Chibulunje die Behörde.

## Behördenleitung
EWURA wird durch ein Board of Directors (deutsch etwa: „Verwaltungsrat“) geleitet (section 8 (1)), das aus einem Vorsitzenden (Chairman), fünf Verwaltungsratsmitgliedern und einem Generaldirektor (Director-General) besteht.
Der Vorsitzende (Chairman of the Board of EWURA) wird durch den tansanischen Staatspräsidenten ernannt. Die fünf Verwaltungsratsmitglieder erhalten ihre Ernennung nach Konsultation mit anderen in der Sache beteiligten Ministerien durch den für die Behörde zuständigen Minister.
Der Generaldirektor führt die Behörde in seiner Amtszeit von vier Jahren (ist wieder erneut berufbar) und wird vom zuständigen Minister auf Vorschlag eines Nominierungsausschusses berufen (section 14). Die Anforderung an diesen Amtsinhaber umfassen einen Abschluss an einer anerkannten Universität sowie belegte Erfahrungen in einem oder mehreren Tätigkeitsfeldern der Bereiche Unternehmensführung, Recht, Ökonomie, Finanz- oder Ingenieurwesen. Er hat nachzuweisen, dass er in keinem persönlichen Interessenskonflikt bei der Aufgabenerfüllung als Behördenleiter steht. Die section 14 (4) bestimmt, dass er als ihr CEO fungiert und parallel dazu keine andere Tätigkeit mit einer Vergütung ausüben darf. Nach section 15 können weitere Abteilungsdirektoren angestellt werden.

## Behördenstruktur
Unterhalb der Ebene der Behördenleitung existieren folgende Abteilungen:
- Elektroenergie,
- Erdöl,
- Erdgas,
- Wasser und Abwasserentsorgung,
- Rechtsfragen,
- wirtschaftliche Regulierungsfragen und
- Unternehmensangelegenheiten.

Der Sitz der Behörde befindet sich in Dodoma.
Regional ist EWURA durch regionale Dienststellen an fünf Orten vertreten.
- EWURA Northern Zone Office in Arusha,
- EWURA Eastern Zone in Daressalam,
- EWURA Central Zone in Dodoma,
- EWURA Southern Highland Zone Office in Mbeya,
- EWURA Lake Zone in Mwanza.

## Zuständigkeiten und Arbeitsweise
Im Rahmen ihrer fachlichen Zuständigkeit befasst sich die EWURA mit Regulierungsaufgaben in den Bereichen Elektroenergie, Erdölprodukten als Energieträger, Wasser und Abwasser, Erdgas sowie mit diesbezüglichen Lizenzvergaben. Regulierungsentscheidungen können wirtschaftliche und technische Fragen betreffen.
Nach den Bestimmungen der section 6 des EWURA-Gesetzes erfüllt die Regulierungsbehörde Aufgaben nach folgenden Gesichtspunkten:
- der Förderung eines effektiven Wettbewerbs und wirtschaftlicher Effizienz;
- dem Schutz der Konsumenteninteressen;
- dem Schutz der finanziellen Tragfähigkeit effizienter Anbieter;
- die Förderung der Verfügbarkeit regulierter Dienstleistungen für alle Konsumenten, einschließlich solcher mit niedrigen Einkommen, ländlicher und benachteiligter Konsumenten;
- die Verbesserung des öffentlichen Bewusstseins, der Kenntnisse und des Verständnisses für den regulierten Energie- und Wasserversorgungssektor unter Berücksichtigung der Rechte und Pflichten aller Konsumenten sowie
- die Berücksichtigung der Erfordernisse zum Schutz und zur Erhaltung der Umwelt.

Die Tätigkeit der Behörde ist durch gesetzliche Auflage ausdrücklich an die Bestimmungen nach dem Fair Competition Act (deutsch etwa: Gesetz für fairen Wettbewerb) und dem Tanzania Bureau of Standards Act (deutsch etwa: „Gesetz der Normenbehörde“) gebunden (section 20 (2a)).
Die EWURA veröffentlicht ihre Regulierungsbeschlüsse in der Government Gazette von Tansania, dem regierungsamtlichen Mitteilungsorgan des Landes. Die jeweiligen Regulierungsentscheidungen umfassen Kommunalsteuern, Tarife und Gebühren (section 17 (3)).
Nach dem EWURA-Gesetz (section 30 und section 31) wird die Behörde von einem siebenköpfigen Konsumenten-Beirat (EWURA Consumer Consultative Council) beraten, der sich aus Personen gewerblicher Energie- bzw. Wasserverbraucher und/oder Vertretern repräsentativer Verbrauchervereinigungen zusammensetzt. Dieser Beirat dient auf der Basis seiner vermittelnd ausgerichteten Aufgabenerfüllung dazu, die Behörde in Hinsicht auf drei wesentliche Konsumentengruppen zu beraten:
- a) Personen mit niedrigem Einkommen, ländlicher Provenienz und unter benachteiligenden Situationen,
- b) industrielle und andere gewerbliche Verbraucher,
- c) Vertreter der Regierung und am Gemeinwesen orientierte Sprechergemeinschaften.

Die Errichtung regionaler und sektoraler Konsumentenbeiräte ist möglich.